# أليخاندرو مورينو كارديناس
أليخاندرو مورينو كارديناس (بالإسبانية: Alejandro Moreno Cárdenas) هو سياسي مكسيكي، ولد في 25 أبريل 1975 في كامبيتشي في المكسيك. حزبياً، نشط في الحزب الثوري المؤسساتي. وقد انتخب Governor of Campeche ‏ وانتخب عضو مجلس الشيوخ من المكسيك وانتخب عضو مجلس النواب المكسيك.